# Gilmonde

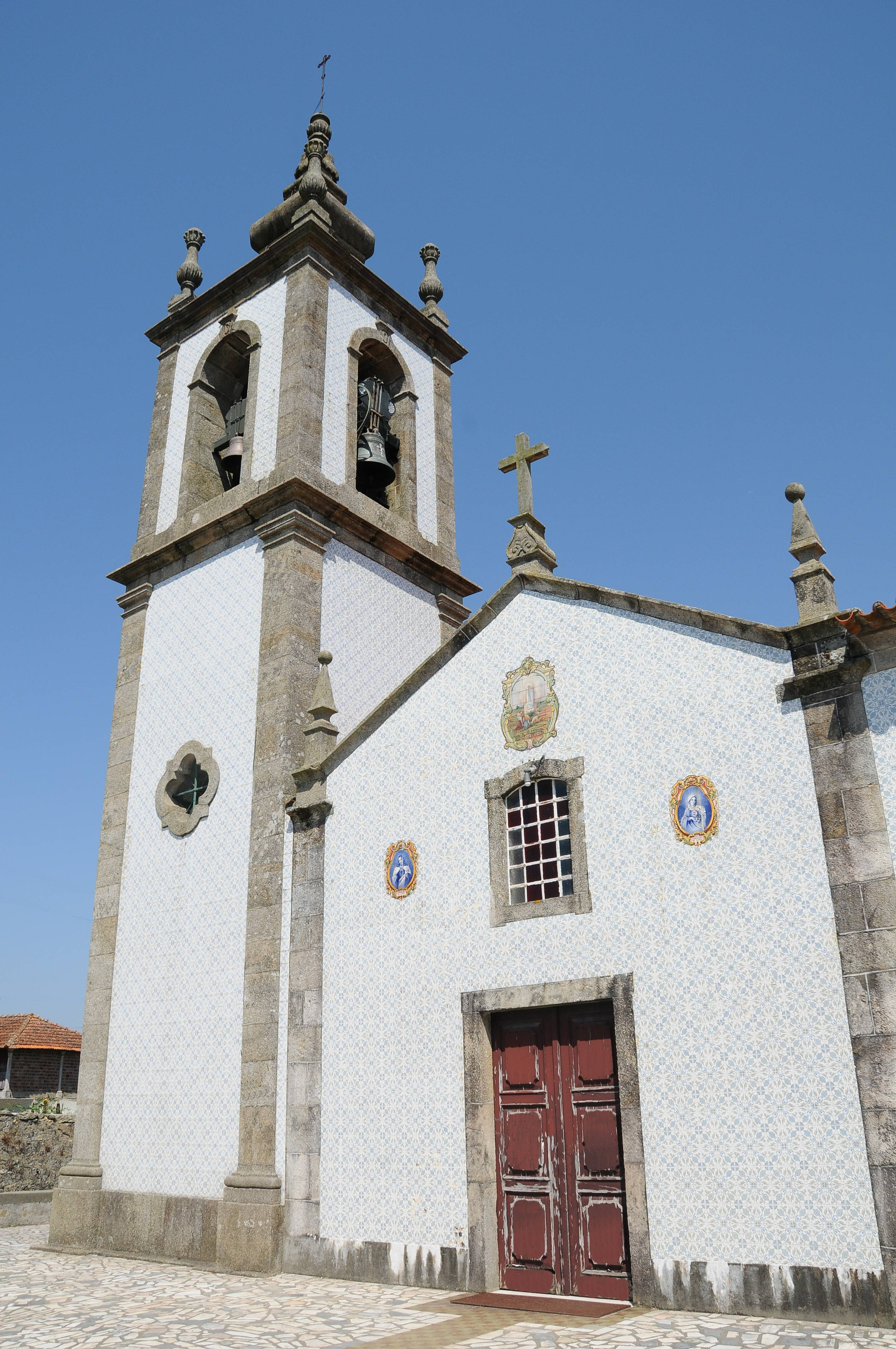
Igreja de Gilmondee

Gilmonde é uma povoação portuguesa sede da Freguesia de Gilmonde do Município de Barcelos, freguesia com 5,58 km² de área e 1497 habitantes (censo de 2021), tendo, por isso, uma densidade populacional de 268,3 hab./km².

## Demografia
A população registada nos censos foi:
| Distribuição da População por Grupos Etários | Distribuição da População por Grupos Etários | Distribuição da População por Grupos Etários | Distribuição da População por Grupos Etários | Distribuição da População por Grupos Etários |
| -------------------------------------------- | -------------------------------------------- | -------------------------------------------- | -------------------------------------------- | -------------------------------------------- |
| Ano                                          | 0-14 Anos                                    | 15-24 Anos                                   | 25-64 Anos                                   | > 65 Anos                                    |
| 2001                                         | 316                                          | 249                                          | 822                                          | 138                                          |
| 2011                                         | 220                                          | 204                                          | 876                                          | 216                                          |
| 2021                                         | 198                                          | 151                                          | 841                                          | 307                                          |